# Klopce (gmina Dol pri Ljubljani)
Klopce – wieś w Słowenii, w gminie Dol pri Ljubljani. W 2018 roku liczyła 83 mieszkańców.